# Golubac
Golubac (Servisch: Голубац) is een gemeente in het Servische district Braničevo.
Golubac telt 9913 inwoners (2002). De oppervlakte bedraagt 368 km², de bevolkingsdichtheid is 26,9 inwoners per km².

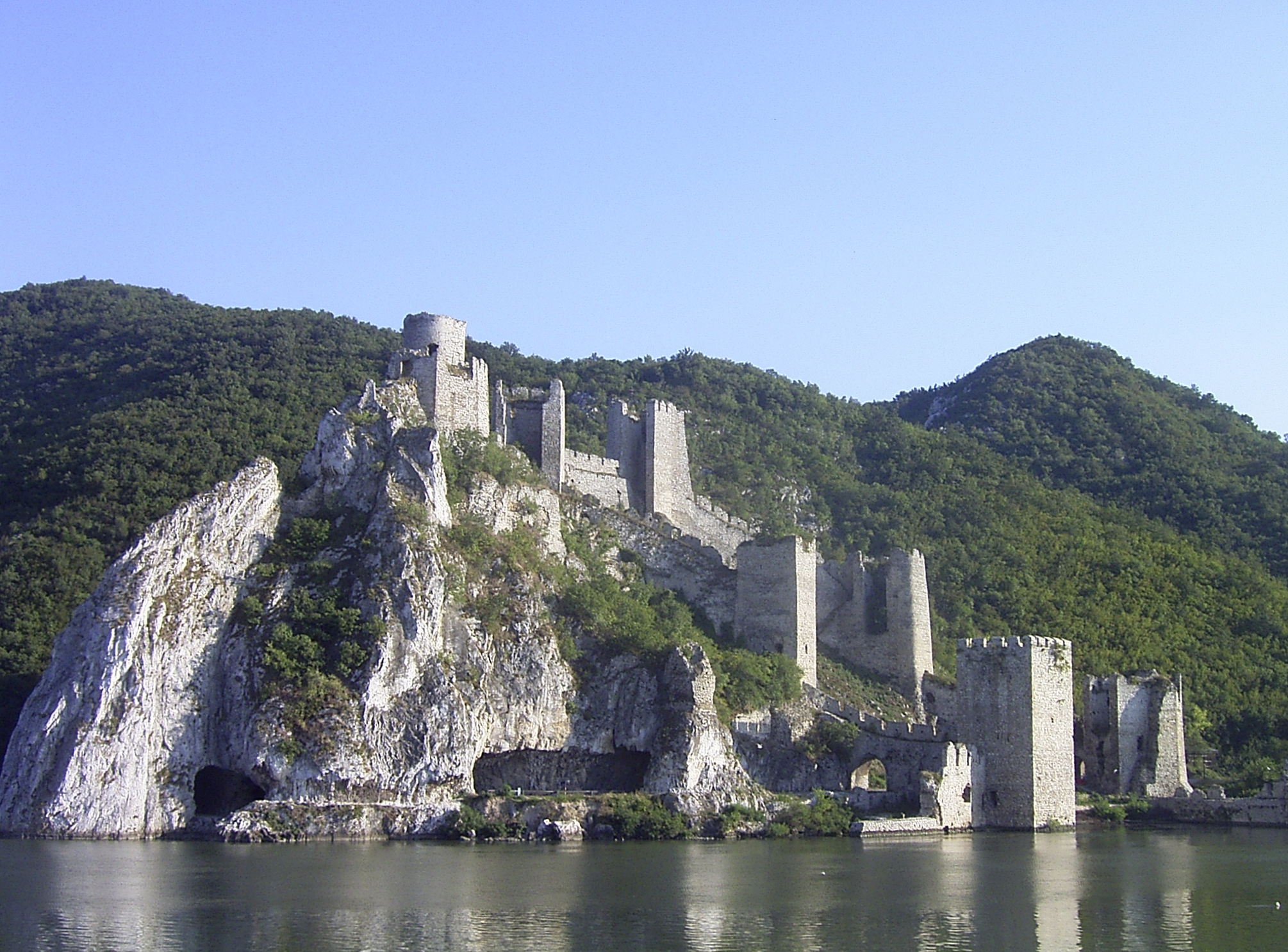
Golubacvesting langs de Donau

Even stroomafwaarts van Golubac bevindt zich direct aan de Donau een van de best bewaarde kasteelruïnes van Servië. Het 14de-eeuwse bouwwerk is in de loop der eeuwen in Hongaarse, Turkse, Habsburgse en Servische handen geweest. Het bouwwerk markeert het begin van het kloofdal van de IJzeren Poort.